# بريندا فولر
بريندا فولر (بالإنجليزية: Brenda Fowler)‏ هي ممثلة أمريكية، ولدت في 16 فبراير 1883 في جيمستاون في الولايات المتحدة، وتوفيت في 27 أكتوبر 1942 في لوس أنجلوس في الولايات المتحدة.

## أعمال

### أفلام
- (1939) عربة الجياد

## وصلات خارجية
- بريندا فولر على موقع IMDb (الإنجليزية)
- بريندا فولر على موقع قاعدة بيانات برودواي على الإنترنت (الإنجليزية)
- بريندا فولر على موقع قاعدة بيانات الأفلام السويدية (السويدية)
- بريندا فولر على موقع قاعدة بيانات الفيلم (الإنجليزية)